# Герб Конотопа
Герб Коното́па — один із двох офіційних символів Конотопа Сумської області поряд із прапором міста.

## Історія

Перший офіційний герб Конотопа 1782 року

Проєкт герба Конотопа Бориса Кене

Символіка герба Конотопа XVIII століття відома з численних відбитків тогочасних печаток міста. На найдавніших з них хрест розташований над півмісяцем, а навколо рамен хреста — чотири зірки. Відомо приблизно сім видів міських печаток у період другої половини XVII ст. — 1770-х рр. Так, на виявленій у фондах Інституту рукопису НБУ ім. В. Вернадського печатці міста 1705 року постає зображення хреста, супроводжуваного вгорі шестипроменевою зіркою, а внизу — півмісяцем, і напис: «ПЄЧАТЬ ГОРОДА КОНОТОПА». На пізнішій печатці 1744 року, вживаній місцевим сотенним правлінням, ті самі фігури постають в іншій послідовності — хрест, під яким — шестипроменева зірка та півмісяць; довкола герба — фрагменти напису: «ПЄЧАТЬ МЬСКАІА».
Перший офіційний герб міста Конотопа з'явився 4 липня 1782 року разом з іншими гербами Новгород-Сіверського намісництва. На червоному тлі в центрі зображений козацький хрест, під ним — півмісяць, а над хрестом — шестипроменева зоря. У цій редакції герб проіснував без змін до 1917 року.
Проєкт герба Конотопа Бориса Кене розроблений 28 квітня 1865 року. У червоному щиті цвяхоподібний хрест, супроводжуваний в кутах чотирма золотими зірками з шістьма променями, під хрестом перекинутий срібний півмісяць. У вільній частині герб Чернігівської губернії. Щит увінчаний срібною міською короною з трьома вежками та обрамований двома золотими колосками, оповитими олександрівською стрічкою.
У роки СРСР випускалося декілька різновидів гербоподібних сувенірних значків з емблемами Конотопа. Проте невідомо, чи існував тоді герб Конотопа.
Сучасний герб було прийнято 5 квітня 2001 року рішенням XVIII сесії міської ради XXIII скликання. За основу герба взятий знак міста 1782 року. Елементи герба засвідчують роль Конотопа в українській історії — у часи Гетьманщини Конотоп був сотенним містечком.

## Опис
Герб являє собою геральдичний щит французької форми (чотирикутний, загострений до низу). У червоному полі розташовано золотий козацький хрест; нижче нього — рогатий півмісяць із ріжками вгору, а вище нього — шестипроменева зірка. Пропорції герба: висота до ширини 8:7, заокруглені частини герба являють собою 1/4 кола з радіусом окружності, рівною 1/8 висоти герба.
| Схема   | Жовтий             | Червоний       |
| ------- | ------------------ | -------------- |
| Pantone | Pantone Yellow C   | Pantone 485 C  |
| Lab     | 89, -7, 88         | 47, 69, 56     |
| RAL     | 1016 Sulfur yellow | 2002 Vermilion |
| RGB     | 255, 222, 0        | 220, 35, 0     |
| CMYK    | 0, 13, 100, 1      | 0, 84, 100, 14 |
| HEX     | #ffde00            | #dc2300        |
| Websafe | #fc0               | #c30           |

Зміст герба традиційний для гербів містечок Гетьманщини другої половини XVII ст. — 1770-х рр. Багато з цих міст мали на той час різноманітні комбінації хрестів, зірок і півмісяців (Батурин, Глухів, Решетилівка, Келеберда, Ічня, Великі Сорочинці та інші). Ці символи вживалися і на печатках (як міських, так і сотенних), і на прапорах. Зірка є християнським символом (зокрема — уособлює Богородицю), як і хрест (переважає тип із розширеними раменами, так званий козацький). Півмісяцю надають різне значення. Дуже часто хрести та зірки розташовуються над півмісяцем, що дає підстави тлумачити такі символи як відображення боротьби козаків проти татар і турків. Червоний колір — це символ кохання, крові, відваги та мужності, а жовтий колір — символ шляхетства та заможності.

## Покликання
- Українська геральдика [Архівовано 28 березня 2016 у Wayback Machine.]